# یواس‌اس کلماتیس (۱۸۶۳)
یواس‌اس کلماتیس (۱۸۶۳) (به انگلیسی: USS Clematis (1863)) یک کشتی بود که طول آن ۱۲۷ فوت (۳۹ متر) بود. این کشتی در سال ۱۸۶۳ ساخته شد.